# Bernhard Fabian
Bernhard Fabian (* 29. September 1930 in Waldenburg (Schlesien)) ist ein deutscher Literatur- und Buchwissenschaftler.

## Leben
Fabian studierte Anglistik, Amerikanistik, Geschichte und Philosophie an der Philipps-Universität Marburg und wurde dort 1955 mit einer Arbeit zu Alexis de Tocquevilles Amerikabild promoviert. 1960 folgte die Habilitation. 1962 erhielt er einen Lehrstuhl an der Universität Münster. Fabian war bis zu seiner Emeritierung im Jahre 1996 Professor für Anglistik in Münster und Direktor des dortigen englischen Seminars sowie des Institutum Erasmianum.
Er hat bedeutsame Beiträge auf dem Gebiet der Buch- und Bibliothekswissenschaft vorgelegt. Sein 1983 erschienenes Werk Buch, Bibliothek und geisteswissenschaftliche Forschung gab den Anstoß für die Sammlung Deutscher Drucke. Zu seinen bekanntesten Werken zählt die Herausgabe des Handbuchs der historischen Buchbestände.

## Ehrungen
- 1994: Korrespondierendes Mitglied der British Academy[4]
- 2002: Ehrendoktorwürde der Humboldt-Universität zu Berlin für herausragende buch- und bibliothekswissenschaftliche Leistungen[5]
- 2007: Max-Herrmann-Preis[6]
- 2013: Karl-Preusker-Medaille für „herausragende Verdienste des Anglisten und Buchwissenschaftlers um das Bibliothekswesen“[7]
- Mitglied der Leibniz-Sozietät der Wissenschaften zu Berlin.[8]

## Schriften (Auswahl)
- Alexis de Tocquevilles Amerikabild. Genetische Untersuchungen über Zusammenhänge mit der zeitgenössischen, insbesondere der englischen Amerika-Interpretation (= Jahrbuch für Amerikastudien. Beiheft 1). Winter, Heidelberg 1957.
- Satura. Ein Kompendium moderner Studien zur Satire (= Olms-Studien. Bd. 39). Olms, Hildesheim 1975, ISBN 3-487-07001-4.
- Von Chaucer bis Pinter. Ausgewählte Autorenbibliographien zur englischen Literatur. Athenäum-Verlag, Königstein/Ts. 1980, ISBN 3-7610-2154-2.
- Buch, Bibliothek und geisteswissenschaftliche Forschung. Zu Problemen der Literaturversorgung und der Literaturproduktion in der Bundesrepublik Deutschland (= Schriftenreihe der Stiftung Volkswagenwerk. Bd. 24). Vandenhoeck & Ruprecht, Göttingen 1983, ISBN 3-525-85368-8.
- The English book in eighteenth-century Germany (= The Panizzi lectures. 1991). British Library, London 1992, ISBN 0-7123-0281-6.
- Selecta Anglicana. Buchgeschichtliche Studien zur Aufnahme der englischen Literatur in Deutschland im achtzehnten Jahrhundert (= Veröffentlichungen des Leipziger Arbeitskreises zur Geschichte des Buchwesens. Schriften und Zeugnisse zur Buchgeschichte. Bd. 6). Harrassowitz, Wiesbaden 1994, ISBN 3-447-03535-8.
- Der Gelehrte als Leser. Über Bücher und Bibliotheken. Olms-Weidmann, Hildesheim 1998, ISBN 3-487-10774-0.
- (als Hrsg.): Ein anglistischer Grundkurs. Einführung in die Literaturwissenschaft. 9. Auflage. Erich Schmidt Verlag, Berlin 2004, ISBN 3-503-07900-9.